# العلاقات الكونغوية الميكرونيسية
العلاقات الكونغولية الميكرونيسية هي العلاقات الثنائية التي تجمع بين جمهورية الكونغو وولايات ميكرونيسيا المتحدة.

## مقارنة بين البلدين
هذه مقارنة عامة ومرجعية للدولتين:
| وجه المقارنة                                              | [[تصنيف:صفحات تستخدم رمز علم غير موجود\|]] جمهورية الكونغو | ولايات ميكرونيسيا المتحدة |
| --------------------------------------------------------- | ---------------------------------------------------------- | ------------------------- |
| المساحة (كم2)                                             | 342.00 ألف                                                 | 702                       |
| عدد السكان (نسمة)                                         | 5.26 مليون                                                 | 105.54 ألف                |
| الكثافة السكانية (ن./كم²)                                 | 15.38                                                      | 15.03 ألف                 |
| العاصمة                                                   | برازافيل                                                   | باليكير                   |
| اللغة الرسمية                                             | لغة فرنسية                                                 | لغة إنجليزية              |
| العملة                                                    | فرنك وسط أفريقي                                            | دولار أمريكي              |
| الناتج المحلي الإجمالي (بليون دولار)                      | 8.72 مليار                                                 | 336.43 مليون              |
| الناتج المحلي الإجمالي (تعادل القوة الشرائية) بليون دولار | 29.48 مليار                                                | 365.27 مليون              |
| الناتج المحلي الإجمالي الاسمي للفرد دولار أمريكي          | 1.85 ألف                                                   | 3.02 ألف                  |
| الناتج المحلي الإجمالي للفرد دولار أمريكي                 |                                                            |                           |
| مؤشر التنمية البشرية                                      | 0.591                                                      | 0.640                     |
| رمز المكالمات الدولي                                      | +242                                                       | +691                      |
| رمز الإنترنت                                              | .cg                                                        | .fm                       |
| المنطقة الزمنية                                           | ت ع م+01:00                                                |                           |

## منظمات دولية مشتركة
يشترك البلدان في عضوية مجموعة من المنظمات الدولية، منها:
| علم المنظمة | اسم المنظمة                                 | تاريخ انضمام جمهورية الكونغو | تاريخ انضمام ولايات ميكرونيسيا المتحدة |
| ----------- | ------------------------------------------- | ---------------------------- | -------------------------------------- |
|             | البنك الدولي للإنشاء والتعمير               | 10 يوليو 1963                | 24 يونيو 1993                          |
|             | يونسكو                                      | 24 أكتوبر 1960               | 19 أكتوبر 1999                         |
|             | وكالة ضمان الاستثمار متعدد الأطراف          | 16 أكتوبر 1991               | 11 أغسطس 1993                          |
|             | مؤسسة التمويل الدولية                       | 1 أكتوبر 1980                | 24 يونيو 1993                          |
|             | مؤسسة التنمية الدولية                       | 8 نوفمبر 1963                | 24 يونيو 1993                          |
|             | الأمم المتحدة                               | 20 سبتمبر 1960               | 17 سبتمبر 1991                         |
|             | مجموعة دول أفريقيا والكاريبي والمحيط الهادئ | ?                            | ?                                      |
|             | منظمة حظر الأسلحة الكيميائية                | ?                            | ?                                      |
|             | المركز الدولي لتسوية المنازعات الاستشارية   | 14 أكتوبر 1966               | 24 يوليو 1993                          |